# L'amant ラマン
『L'amant ラマン』（ラマン）は、2005年2月5日に公開された映画。
監督は廣木隆一、配給はスローラーナー。
原作は1995年から1996年までWEEKLY漫画アクション（双葉社）にて連載されたやまだないとの漫画作品。

## ストーリー
17歳の誕生日を迎えた無気力な少女は、3人の男たちと1年間の愛人契約を結ぶ。男たちは少女に「華子」と、少女は男たちをそれぞれ「A」「B」「C」と名付けた。放課後、彼らの家に通う毎日の中で少女も、そして男たちにも次第に変化が生じていく。

## キャスト
- チカコ／華子：安藤希
- A：田口トモロヲ
- B：村上淳
- C：大杉漣
- 柄谷涼子：前田綾花
- 柄谷行人：遠藤雄弥
- 映画館の男：水橋研二
- チカコの母親：星遙子
- 4番目の男：大口広司
- 刺青師：中村達也
- なじみの店員：秋桜子
- ウェイトレス：ひふみかおり

## スタッフ
- 監督：廣木隆一
- 助監督：宮城仙雅
- 原作：やまだないと「ラマン」（双葉社）
- 脚本：七里圭
- 企画：永田芳弘、成田尚哉
- プロデューサー：東康彦、椋樹弘尚
- 製作：川島晴男、鈴木径夫
- 撮影：鈴木一博
- 編集：菊池純一
- 照明：上妻敏厚
- 美術：金勝浩一
- 製作：ハピネット・ピクチャーズ
- 企画制作：アルチンボルド

## 劇中歌
- エンディングテーマ：辻香織「少女」
- 挿入曲：Polaris「光と影」